# Ґоворово (Плонський повіт)
Ґоворово (пол. Goworowo) — село в Польщі, у гміні Червінськ-над-Віслою Плонського повіту Мазовецького воєводства.
Населення — 200 осіб (2011).
У 1975-1998 роках село належало до Плоцького воєводства.

## Демографія
Демографічна структура станом на 31 березня 2011 року:
|          | Загалом | Допрацездатний вік | Працездатний вік | Постпрацездатний вік |
| -------- | ------- | ------------------ | ---------------- | -------------------- |
| Чоловіки | 102     | 23                 | 76               | 3                    |
| Жінки    | 98      | 29                 | 50               | 19                   |
| Разом    | 200     | 52                 | 126              | 22                   |